# Normalisatiefactor
Een normalisatiefactor of normalisatieconstante is een getal dat met een wiskundig object, bijvoorbeeld een vector, wordt vermenigvuldigd. Dikwijls is het de bedoeling dat het object hierdoor een lengte of grootte krijgt die gelijk is aan een. Die lengte of grootte wordt in de wiskunde een norm genoemd.
Normeren komt er op neer dat een object door zijn eigen norm wordt gedeeld. De normalisatiefactor is dus het omgekeerde van de norm. Een normalisatiefactor kan ook voorkomen in andere situaties, bijvoorbeeld bij kansverdelingen met als doel de totale kans gelijk aan een te houden, of bij wiskundige transformaties, bijvoorbeeld fouriertransformaties, met als doel een of andere eigenschap van het te transformeren object over te brengen naar het resultaat van de transformatie.

## Vectoren
Men kan vectoren slechts normeren indien voor deze vectoren een norm gedefinieerd is. Het getal, de factor die de norm van de vector gelijk aan een maakt, hangt dan van de norm in kwestie af en wordt gegeven door het omgekeerde van de norm van de vector. Een eenheidsvector is een genormeerde vector.
Indien er een inproduct gedefinieerd is, kan hiermee steeds een norm geassocieerd worden. De norm van een vector is dan gedefinieerd als de vierkantswortel van het inproduct van de vector met zichzelf:
{\displaystyle ||{\vec {u}}||\ =\ {\sqrt {\langle {\vec {u}},{\vec {u}}\rangle }}}
- Voorbeeld: indien als inproduct het gewone inproduct genomen wordt, dan is de eenheidsvector in dezelfde richting als

{\displaystyle {\vec {u}}\ =\ [\ 2,\ 3,\ -1\ ]}
te berekenen:
{\displaystyle ||{\vec {u}}||\ =\ {\sqrt {{\vec {u}}\cdot {\vec {u}}}}\ =\ {\sqrt {2^{2}+3^{2}+(-1)^{2}}}\ =\ {\sqrt {14}}}
Door de vector {\displaystyle {\vec {u}}} door {\displaystyle {\sqrt {14}}} te delen wordt zijn lengte een.

## Polynomen en functies
Polynomen en functies kunnen ook genormeerd worden. De polynomen worden genormeerd door zichzelf door hun norm te delen. De nodige norm wordt steeds door middel van een inproduct bepaald, maar het inproduct van twee polynomen kan op verschillende manieren worden gedefinieerd. 
Voor twee polynomen {\displaystyle p} en {\displaystyle q} kan hun inproduct {\displaystyle \langle \cdot ,\cdot \rangle } op verschillende manieren worden gedefinieerd. De norm voor een gegeven inproduct {\displaystyle \langle \cdot ,\cdot \rangle } is gelijk aan:
{\displaystyle ||p(x)||\ =\ {\sqrt {\langle p(x)p(x)\rangle }}},
In onderstaande formules wordt {\displaystyle p(x)=\Sigma _{i=0}^{n}\ a_{i}x^{i}} gekozen en 
staat het symbool * voor de complex geconjugeerde.
Mogelijke inproducten zijn:
- De som van het product van overeenkomende coëfficiënten:

{\displaystyle \langle p(x),q(x)\rangle \ =\ \Sigma _{i=0}^{n}\ p_{i}q_{i}^{*}}.
zodat {\displaystyle ||p(x)||^{2}\ =\ \Sigma _{i=0}^{n}\ p_{i}p_{i}^{*}}.
- Het inproduct van de Legendre-polynomen:

{\displaystyle \langle p(x)q(x)\rangle \ =\ \int _{-1}^{1}\ p(x)\ q^{*}(x)\ dx}
zodat {\displaystyle ||p(x)||^{2}\ =\ \int _{-1}^{1}\ p(x)p^{*}(x)\ dx}
- Het inproduct van de Laguerre-polynomen:

{\displaystyle \langle p(x),q(x)\rangle \ =\ \int _{0}^{+\infty }\ p(x)\ q^{*}(x)\ e^{-x}\ dx}
zodat {\displaystyle ||p(x)||^{2}\ =\ \int _{0}^{+\infty }\ p(x)p^{*}(x)\ e^{-x}\ dx}
Deze laatste twee inproducten kunnen, behalve voor polynomen, ook gebruikt worden voor andere functies. De normalisatiefactor die een polynoom of functie normeert hangt van het inproduct af. 
Voorbeeld: de normalisatiefactor van polynoom {\displaystyle p(x)=2+x}, is {\displaystyle 1/{\sqrt {5}}} voor het eerste inproduct, maar {\displaystyle {\sqrt {3/26}}} voor het inproduct van Legendre en {\displaystyle 1/{\sqrt {10}}} voor het inproduct van Laguerre.

## Kansverdelingen
Kansverdelingen hebben de eigenschap dat de integraal van min tot plus oneindig gelijk aan 1 moet zijn. Dit wordt bereikt door een geschikte normalisatiefactor te gebruiken.
Bijvoorbeeld, de normale verdeling heeft als gedaante de bekende klokvorm. De verdeling wordt gegeven door:
{\displaystyle f(x)\ =\ {\frac {1}{\sqrt {2\pi \sigma ^{2}}}}\ e^{-{\frac {(x-\mu )^{2}}{2\sigma ^{2}}}}}
De klokvorm op zich is een gevolg van de exponentiële functie, maar moet worden genormeerd  om ervoor te zorgen dat de totale kans, gegeven door de integraal van min tot plus oneindig, gelijk aan 1 is.
Een ander voorbeeld is de chi-kwadraatverdeling, met als kansdichtheid:
{\displaystyle f_{n}(x)={\frac {1}{2^{(n/2)}\Gamma ({\frac {n}{2}})}}x^{(n/2)-1}e^{-x/2}}.
De constante factor vooraan dient er hier ook voor dat voor elke waarde van de parameter {\displaystyle n} de totale kans, gegeven door de integraal van de kansdichtheid over het interval 0 tot oneindig gelijk aan 1 is.

## Fouriertransformaties
De fouriertransformatie zet een functie {\displaystyle f(t)} die van de tijd afhangt, om in een functie {\displaystyle F(\omega )} die van de hoekfrequentie {\displaystyle \omega } afhangt. De heen- en terugtransformaties worden respectievelijk gegeven door:
{\displaystyle F(\omega )\ =\ {\frac {1}{\sqrt {2\pi }}}\ \int _{-\infty }^{+\infty }\ f(x)\ e^{-i\omega t}\ dt}
en
{\displaystyle f(t)\ =\ {\frac {1}{\sqrt {2\pi }}}\ \int _{-\infty }^{+\infty }\ F(\omega )\ e^{i\omega t}\ d\omega }
Hierbij is {\displaystyle i} de imaginaire eenheid. Beide formules bevatten vooraan een gelijke factor. Andere normalisaties zijn mogelijk, maar het product van beide factoren zal steeds gelijk aan {\displaystyle 1/2\pi } zijn. Alleen in dat geval is het resultaat van de heen-transformatie gevolgd door de terug-transformatie, of omgekeerd, weer de oorspronkelijke functie.